# Naftalan (zemno mineralno ulje)
Naftalan je zemno mineralno ulje. Ubraja ga se u prirodne ljekovite činitelje.
Naftenska nafta (zemno ulje) nastala je iz biološkog, organskog materijala. Biološki materijal naftalana su nataloženi ostatci uginulih mikroorganizama.
Od daleke prošlosti prirodni ljekoviti činitelji rabe se radi očuvanja zdravlja i sprječavanja bolesti, liječenju već nastalih bolesti i oštećenja. Naftalan se radi liječenja koristi od unazad unazad 600-700 godina. Jedan od prvih zapisa o ljekovitosti naftalana dao je poznati svjetski putnik hrvatskog podrijetla Marko Polo.
Na svijetu su do danas poznata samo dva nalazišta naftenske nafte: Naftalan u Azerbajdžanu te u Hrvatskoj Naftalan u Ivanić-Gradu.